# Eo biển Bristol

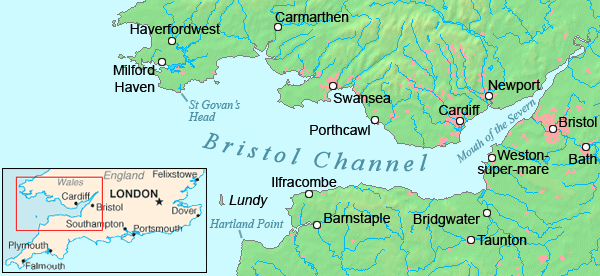
Bản đồ eo biển Bristol

Eo biển Bristol (tiếng Anh: Bristol Channel) là một vịnh lớn tại đảo Anh, tách biệt Nam Wales với các hạt Devon và Somerset thuộc khu vực Tây Nam Anh. Eo biển trải dài từ cửa sông Severn đến Bắc Đại Tây Dương. Tên gọi của eo biển bắt nguồn từ thành phố Bristol của Anh, và chiều rộng nơi rộng nhất của eo biển là trên 50 km.
Đường bờ biển trài dài ven eo biển Bristol thuộc cả phía Nam Wales và Tây Nam Ạnh được phân loại là Bờ biển Di sản, gồm có Exmoor, vịnh Bideford, bán đảo Hartland Point, đảo Lundy, Glamorgan, bán đảo Gowe, South Pembrokeshire và đảo Caldey.
Cho đến thời Tudor, eo biển Bristol được gọi là biển Severn, và nay nó vẫn được gọi như vậy trong cả tiếng Wales: Môr Hafren và tiếng Cornwall: Mor Havren.